# Кирли, Хадсон Ювбэнк, 1-й виконт Девонпорт
Хадсон Ювбанк Кирли, 1-й виконт Девонпорт (англ. Hudson Ewbanke Kearley, 1st Viscount Devonport; 1 сентября 1856 — 5 сентября 1934) — английский бакалейщик и политик. Он был известен как  лорд Девонпорт 1910 по 1917 год.

## Ранняя жизнь и деловая карьера
Родился 1 сентября 1856 года. Младший сын Джорджа Ювбэнка Кирли (1814—1876) и его жены Мэри Энн Хадсон. Он учился в школе графства Суррей (теперь школа Крэнли) и поступил на работу в Tetley & Sons в 1872 году. В 1876 году Кирли основал компанию по импорту чая, известную как Kearley and Tonge с 1887 года, и начал продавать свои собственные товары в розницу в 1878 году. В 1890 году у него было более 200 филиалов, торгующих как International Stores, а в 1895 году обе компании были объединены в International Tea Company’s Stores.

## Государственная служба
Хадсон Кирли заседал в Палате общин Великобритании от Девонпорта в 1892—1910 годах. Он упорно трудился в течение ряда лет, чтобы гарантировать, что более 1 миллиона фунтов стерлингов из Патриотического фонда были разблокированы и предоставлены для целей, для которых они были пожертвованы . Он был назначен заместителем лейтенанта Бакингемшира в 1901 году . В 1903 году он был назначен парламентским секретарем Совета по торговле, помогая президенту Совета по торговле Дэвиду Ллойду Джорджу. Он был создан баронетом из Уиттингтона в приходе Медменем в графстве Бакингемшир 22 июля 1908 года и стал членом Тайного совета в 1909 году. Он вышел в отставку из нижней палаты после парламентских выборов в январе 1910 года.
Он сыграл важную роль в принятии законопроекта о Лондонском порте в 1908 году и занимал должность неоплачиваемого председателя Управления Лондонского порта с 1909 по 1925 год.
15 июля 1910 года для него был создан титулы  барона Девонпорта из Уиттингтона в графстве Бакингемшир.
В The New York Times сообщалось, что он отказался вносить средства в партийные фонды в обмен на пэрство, чувствуя, что его партийный взнос и неоплаченные услуги в отношении Лондонского порта были достаточно велики, чтобы оправдать это отличие без оплаты. После предложения представить соответствующую переписку в прессу, никаких денег не было.
Он был назначен министром по контролю за продуктами питания в декабре 1916 года Ллойд Джорджем и в мае 1917 года представил предложение об обязательном нормировании, которое, по-видимому, было отложено для защиты интересов розничных торговцев. Он подвергся нападкам, особенно со стороны Ноэля Пембертона Биллинга, с намеками на военную спекуляцию. 1 июня 1917 года он ушел в отставку из-за «плохого здоровья».
22 июня 1917 года для Хадсона Кирли был создан титул виконта Девонпорта из Уиттингтона в графстве Бакингемшир.
Уиттингтон был его поместьем, где в 1897 году был построен Уттингтон-хаус по проекту сэра Реджинальда Бломфилда. В 1908 году Блумфилду было поручено значительно расширить дом. Сады поместья Кирли обслуживались сотнями садовников.

## Брак и семья
18 января 1888 года Хадсон Кирли женился на Селине Честер (? — 28 сентября 1931), дочери Эдварда Честера. У супругов было трое детей :
- Достопочтенная Берил Кэтлин Кирли (? — 10 апреля 1965).
- Джеральд Честер Кирли, 2-й виконт Девонпорт (16 сентября 1890 — 29 марта 1973), старший сын и преемник отца.
- Достопочтенный Марк Хадсон Кирли (3 марта 1895—1977).